# Правозахисний центр «Поступ»
Правозахисний центр «Поступ» — українська правозахисна організація. До 2014 року діяла в Луганську.

## Історія
Зареєстрований у 2000 році як Луганська обласна громадська організації «Поступ», але ініціативна група, учасники якої потім стали засновниками «Поступу» працювала вже з 1998 року замаючись допомогою дітям із вразливих груп. Першим, і тривалий час основним напрямком діяльності організації стала допомога бездомним дітям, у вересні 2001 року був створений денний реабілітаційний центр для дітей. В процесі роботи стало очевидним, що права дітей часто порушуються, і організація почала займатися також правозахисною діяльністю. У 2007 році організацію було перереєстровано під назвою «Правозахисний центр „Поступ“».
З 2003 року «Поступ» брав участь у проекті організації «М.Арт.ін-Клуб» «Літній Дім», в рамках якого під час відпочинку в літніх таборах або у наметових містечках вихованці «М.Арт.ін-Клубу» та «Поступу» (з 2009 р. клієнти правозахисних приймалень) та учні державних шкіл-інтернатів проходили психологічну та соціальну реабілітацію. У 2006, 2007, 2009, 2010 та 2011 роках організація була регіональним партнером фестивалю "Дні документального кіно про права людини (Docudays UA), організовуючи покази фільмів фестивалю у Луганську та інших містах Луганської області.
У 2008—2009 роках Правозахисний центр «Поступ» разом із іншими 12 громадськими організаціями брав участь у всеукраїнському проекті з підготовки альтернативного звіту до Комітету ООН з прав дитини
З 2009 року Правозахисний центр «Поступ» координував мережу правозахисних приймалень для дітей груп ризику в Луганській області у рамках проекту громадської організації «МАРТІН-клуб» «Правозахисна дитяча мережа Донбасу», був створений Луганський правозахисний дитячий центр.
В 2011 році організація стала членом Української Гельсінської спілки з прав людини. В січні 2012 року Правозахисний центр «Поступ» увійшов до новоствореної Коаліції громадських організацій «Права дитини в Україні».
З 2012 року організація брала участь у кампанії на захист Олаолу Сункамі Фемі, студента Луганського медичного університету та громадянина Нігерії, зокрема спільно з Сергієм Жаданом знімали документальне відео на його захист.
Після початку війни на Донбасі члени організації були вимушені переїхати з Луганська. У травні 2014 «Поступ», спільно з Кримським правозахисним центром «Дія», заснували Громадську ініціативу «Восток-SOS», метою якої стала допомога переселенцям та іншим постраждалим у конфлікті.
Бере участь у коаліції «Справедливість заради миру на Донбасі».